# Plan C (Rotterdam)
Plan C was een bedrijfsverzamelgebouw dat gevestigd was op scheiding tussen de Oude Haven en de Kolk in Rotterdam. Het gebouw opende zijn deuren op 4 maart 1889 en is verloren gegaan tijdens het bombardement op 14 mei 1940.

## Geschiedenis

### Ontwikkeling van uitbreidingsplannen voor de Oude Haven en Kolk

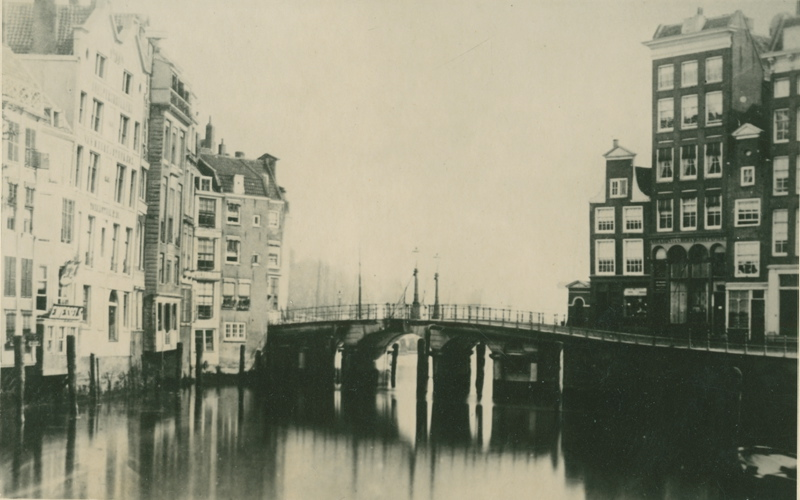
De brug waar het allemaal om ging: de Kleine Draaibrug in 1874 - 1882. Rondom deze plek zou later Plan C verrijzen.

Het ontstaan van Plan C als gebouw heeft zijn oorsprong in een stedenbouwkundige ingreep van de toenmalige directeur van Gemeentewerken Rotterdam, G.J. de Jongh. De verkeerssituatie in de omgeving van de Kolk en de Oude Haven was, zeker na de opening van de Willemsbrug in 1878, onhoudbaar geworden: de omliggende stadsdelen waren onderling namelijk alleen maar verbonden door de Kleine Draaibrug uit 1839. De smalle, grotendeels vaste brug had een smalle beweegbare klep van een halve meter breedte die kon worden geopend voor scheepsmasten; hij was volstrekt ontoereikend geworden voor het sterk toenemende wegverkeer, en moest daarom dringend vervangen worden. Hiertoe diende De Jongh in 1880 drie plannen in: het eerste, getiteld Plan A, stelde voor om een nieuwe, beweegbare brug te bouwen, Plan B ging uit van een nieuwe vaste brug. Plan C, het meest ambitieuze en ingrijpende van de drie, was een voorstel om het hele noordelijke deel van de Oude Haven te overkluizen. Hierdoor zou er een nieuw plein ontstaan onder aan het Luchtspoor, op dezelfde plek waar ooit vier historische Rotterdamse havens samenkwamen: de Kolk, de Nieuwehaven, de Blaak en de Oude Haven. Om dit te bereiken moesten echter wel twee huizenblokken en bruggen worden gesloopt, een nieuwe straat worden aangelegd, de kades worden verbreed en twee kanalen worden overkluisd. Ook zou er een duiker moeten worden gemaakt zodat het scheepvaartverkeer op een beperkte manier doorgang kon vinden onder het nieuwe plein. 
Omdat dit plan zo'n intensieve ingreep in het oude stadsbeeld was, werd het in eerste instantie resoluut afgewezen door de elite, het zou 'verwerpelijk' zijn. De uitvoering ervan kon echter een groot voordeel opleveren: de kosten voor de investering zouden ruimschoots worden overtroffen door de opbrengst van het nieuwe stuk grond. Dit maakte Plan C dus niet alleen het meest ingrijpende plan, maar ook het enige plan dat voor de langere termijn rendabel zou zijn. Ook de diepgaande samenwerking tussen de gemeentelijke diensten zou iets opleveren dat particuliere ondernemers zou aantrekken: een nieuwe bouwlocatie op een groot kruispunt in het hart van de stad. Tegenstanders zagen in dit plan echter een aantasting van het authentieke Rotterdamse stadsbeeld aldaar, maar De Jongh wist de retoriek van de tegenstand op zijn waarde te schatten. Hij vermoedde dat achter de culturele nostalgie vooral een economische nostalgie lag: mensen waren bang dat de traditionele manier van handelsverkeer zou verdwijnen als dit plan ten uitvoer zou worden gebracht. De weerstand van de welgestelde burgers tegen zijn plan had in zijn optiek dus vooral te maken met de economische en infrastructurele reorganisatie van de stad, en niet zozeer met een sporadische aantasting van het stadsbeeld.
Net als de bouw van de Maasbruggen en verscheidene eerdere dempingen kwam de herontwikkeling van het Oude Havengebied deels voort uit de wens om de havenactiviteiten te verplaatsen vanuit de oude binnenstad naar de overkant van de Nieuwe Maas. Maar terwijl veel van die eerdere aanpassingen, zoals de demping van de Botersloot en de Binnenrotte, bijna onopgemerkt hadden plaatsgevonden, was de invoering van Plan C zeer zichtbaar en veelbesproken. Dit zorgde dan ook al in een vroeg stadium voor veel verzet tegen het algehele stedelijk project zoals De Jongh het wilde uitvoeren. Hij wist echter toch het plan goedgekeurd te krijgen. Hij beargumenteerde dat hij met Plan C de economische kracht van het stadscentrum beoogde te herstellen, maar dat centrum zou dan wel de kern worden binnen een andere economie dan voorheen. Waar in de oude situatie de nadruk op opslag, handels- en productieruimte lag, zouden in het nieuwe centrum vooral de kantoren en het wegverkeer de hoofdrol moeten krijgen. Hiervoor moest een stuk van de Oude Haven verdwijnen en de scheepvaart ter plekke ondergronds verdwijnen, zodat er een toegankelijke nieuwe bouwlocatie zou ontstaan tegenover het nieuwe Beursstation. In tegenstelling tot de eerder gebouwde Passage van J.C. van Wijk tussen de Korte Hoogstraat en Coolsingel, zou het gebouw niet worden ingepast in de structuur. De stedelijke structuur moest juist worden aangepast om een gebouw van die omvang te kunnen dragen. Na goedkeuring van de gemeenteraad kon het plan worden uitgevoerd.

### Plan C voor de oorlog
De werkzaamheden voor Plan C begonnen in 1881 toen de Kleine Draaibrug werd afgebroken. Vervolgens werd een gedeelte van de Kolk en Oude Haven gedempt, drie tunnels aangelegd en het nieuwe stuk land opgespoten, waarna het gebouw kon worden gerealiseerd. Vermoedelijk in 1889 werd het gebouw voltooid en op 4 maart 1889 werd Plan C geopend. Onder het gebouw werden drie doorgangen voor de scheepvaart gerealiseerd: twee vormden een directe verbinding tussen de Kolk en de Oude Haven, en de derde liep vanaf de Blaak (toen nog gedeeltelijk bestaande uit water) onder het postkantoor, het Beursplein en het station door, en kwam uit in de westelijke tunnel onder Plan C.
In 1937 werd het gebied rondom Plan C verlicht vanwege het huwelijk van Prinses Juliana en Prins Bernhard.

### Plan C tijdens de oorlog
Plan C werd tijdens het bombardement op Rotterdam bijna volledig verwoest. Van het ooit zo grote gebouw stonden slechts de buitenmuren nog gedeeltelijk overeind. De Rotterdamse Bouwpolitie stelde vast dat het gebouw weer volledig kon worden opgebouwd met grote herstelwerkzaamheden, maar de gemeenteraad koos alsnog voor de sloop. De overgebleven bogen zijn vermoedelijk in 1940 ook gesloopt en de onderdoorgangen werden afgesloten nadat de Kolk in datzelfde jaar werd gedempt met het puin uit de binnenstad.

### Plan C na de oorlog
Hoewel er vandaag de dag niets meer over is gebleven van het originele gebouw, zijn de balustrades voor het gebouw wel behouden gebleven. Die staan nog altijd aan de noordkant van de Oude Haven en gedeeltelijk ook op de eerste verdieping van de later gebouwde Kubuswoningen, die nu zo'n honderd meter ten noordoosten van de voormalige locatie van Plan C staan.
Ook kwam de naam Plan C weer terug nadat het Theatercafé Plan C haar deuren voor het eerst opende in 1981. De plek stond in die tijd vooral bekend om de individuele artiesten en bands die er optraden, soms nog voor ze landelijke bekendheid kregen: artiesten als Kane, Total Touch, Loïs Lane. Anouk en BLØF traden onder andere op in Plan C. Daarna kreeg het theatercafé vooral bekendheid vanwege de housefeesten. Plan C was in deze tijd erg populair onder de Rechten-  en Economiestudenten van de Erasmus Universiteit Rotterdam. Hoewel populair en geliefd, kreeg het café vanaf 2007 steeds meer klachten over geluidsoverlast. Omdat het onmogelijk was om het café voldoende te isoleren, was eigenaar Wim Jacques gedwongen om de deuren te sluiten in 2011.
In januari van 2016 werd bekend dat het theatercafé onder een nieuwe eigenaar opnieuw de deuren wilde openen, en mikte het op het terugbrengen van de oude bands en feesten, rekening houdende met geluidsoverlast in het weekeinde. Het café werd hiervoor ook verbouwd: er werden onder andere nieuwe vloeren en tegels gezet. Na de verbouwing opende de nieuwe eigenaar Mitchell Hettema Plan C in april van 2016 op het Slepersvest 1.
Na twee jaar sloot Plan C in vrijdag 13 juli 2018 voorgoed de deuren. Dit was ook de dag waarin het allerlaatste feest werd gegeven. De redenen waren omdat het concept van eten en feesten inmiddels verouderd was, de geluidswerende vloeren niet voldoende hadden gelopen en vanwege de problematische openingstijden. Het café heette ging onder een nieuwe eigenaar en naam door: The Social Club.
Rotterdams VVD raadslid Tim Versnel heeft een motie ingediend om ervoor te zorgen dat er maquettes op of nabij plekken komen te staan waar oorspronkelijk significante gebouwen stonden in de vooroorlogse stad. Deze moeten de geschiedenis en betekenis van de gebouwen vertellen. Hieronder vallen de Groote Schouwburg aan de Aert van Nesstraat, Plan C, het originele Café Loos aan het Hofplein, de Koninginnekerk aan de Boezemsingel, het originele Raadhuis bij de Kaasmarkt, de Bijenkorf van Willem Dudok , Dancing Pschorr aan de Coolsingel, korenmolen De Noord aan het Oostplein en het Coolsingelziekenhuis.

## Vormgeving
Plan C was in 1880 ontworpen door architect Constantijn Muysken en had een vierhoekige plattegrond die bestond uit drie verdiepingen. Op de begane grond was er ruimte om zeventien winkels te vestigen. Deze waren ondergebracht in een portico. Op de eerste verdieping waren de winkelierswoningen gevestigd en de tweede en derde verdieping waren bestemd voor exclusieve appartementen. De binnenplaats vervulde de taak van expeditiehof voor de bevoorrading van de winkels en was vanaf de straat te bereiken via twee poorten. Aan de Kolk- en Oude Havenzijde waren arcades gebouwd, waaronder mensen bij regenachtig weer droog konden winkelen. Ook ontstond hierdoor een winkelpromenade aan het water. Het gebouw zelf was ontworpen in beaux-artsstijl en dat maakte het uniek: het was een van de weinige gebouwen in Nederland met deze stijl. De gevels waren opgetrokken in natuursteen en baksteen, met vier uitstulpingen op drie van de vier hoeken. Aan deze uitstulpingen waren ook twee torentjes gevestigd. Alleen op de hoek Kolkkade - Gelderschestraat, nabij het Beursstation, waren deze torentjes afwezig. Aan de bovenkant van beide gevels bij de Oudehavenkade en Kolkkade, zijn in de periode 1887 - 1907 kleine esthetische veranderingen aangebracht.

Fotogalerij
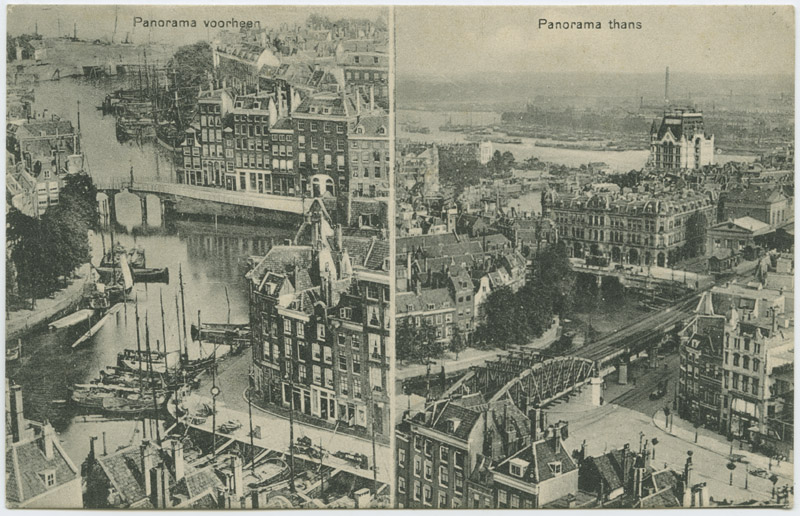
De situatie voor en na de ingreep: de Kleine Draaibrug werd in 1881 gesloopt voor Plan C met de Kolk- en Oudehavenkade. Ook het in 1877 geopende Luchtspoor stamt uit deze tijd.
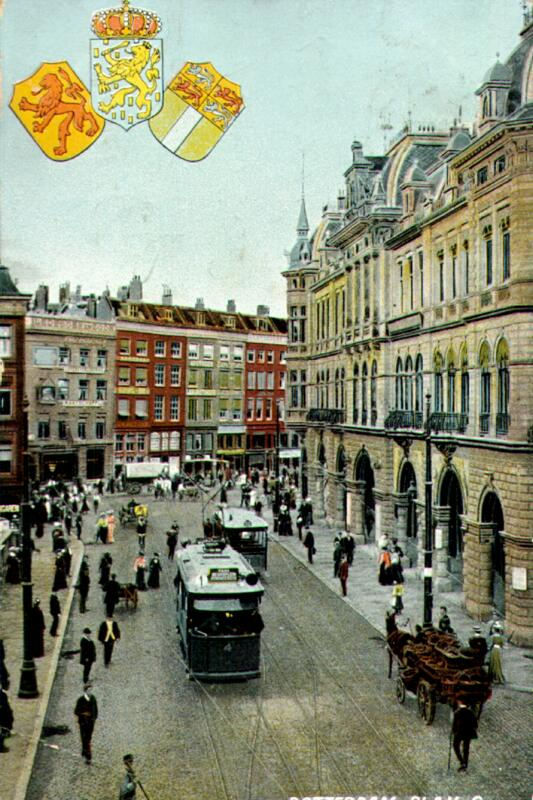
Plan C was een belangrijk knooppunt voor voetgangers, fietsers, trams en later auto's. Dit is de Kolkkade in 1900 - 1904.
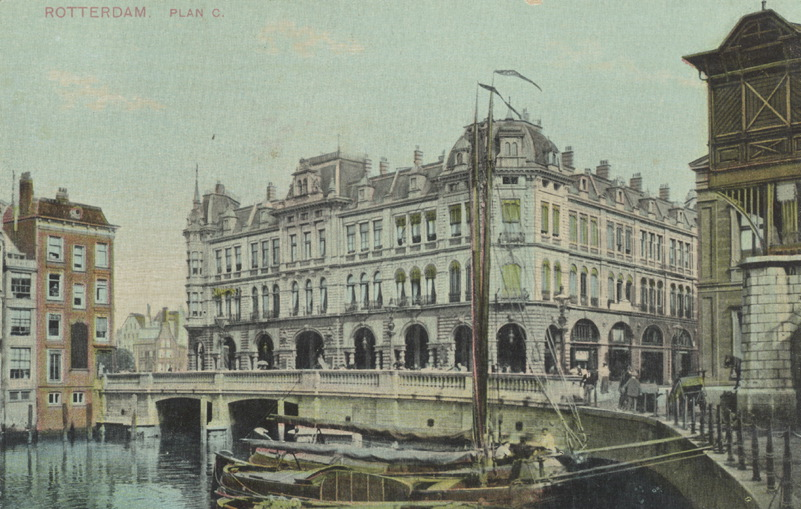
Een overzicht van Plan C en de Kolkkade vanaf het Westnieuwland in 1910.
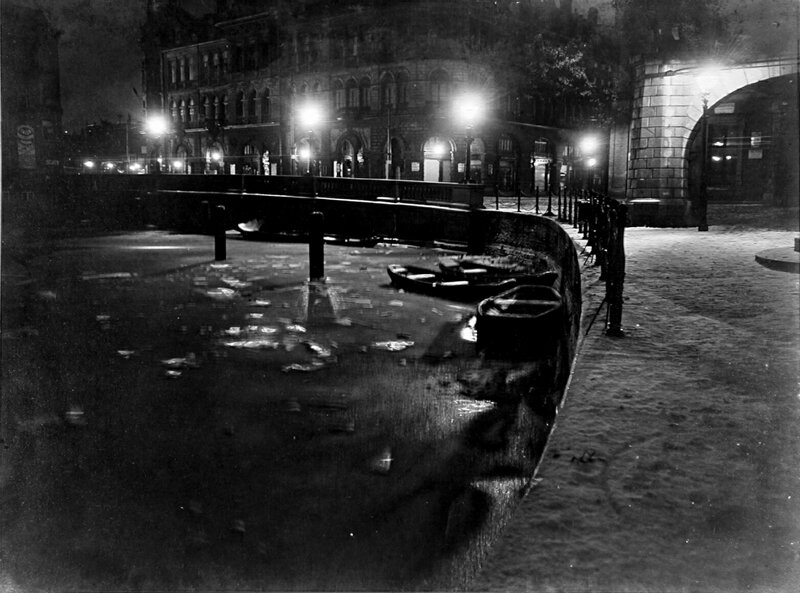
Plan C, de Kolk en Kolkkade bij nacht in 1916.
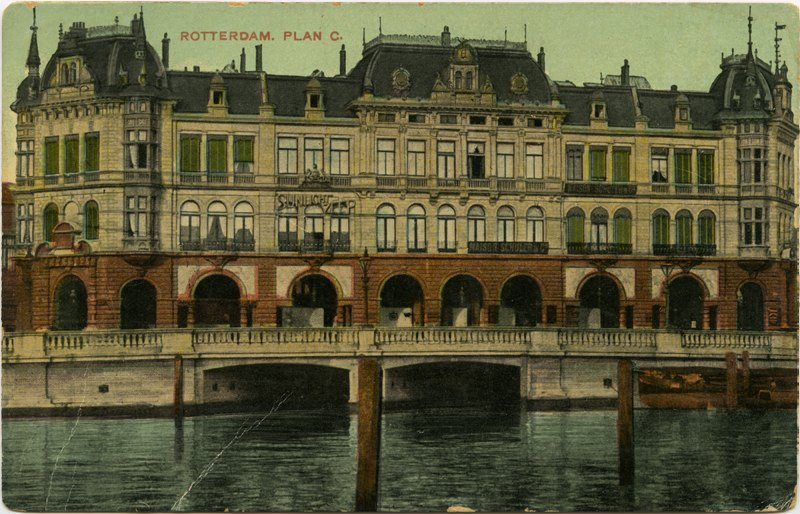
De andere kant van Plan C was net zo'n belangrijk knooppunt voor alle eerder genoemde groepen, plus de boten die vanaf de Nieuwe Maas de Oude Haven binnen kwamen varen. Deze prentbriefkaart is gemaakt in 1905.
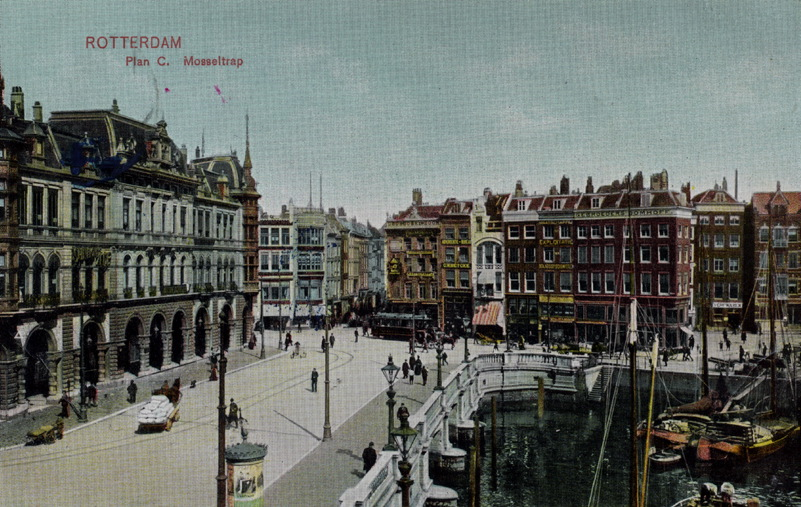
Een overzicht van de Oudehavenkade met Plan C links, richting de Hoofdsteeg en Mosseltrap rechts in 1912.
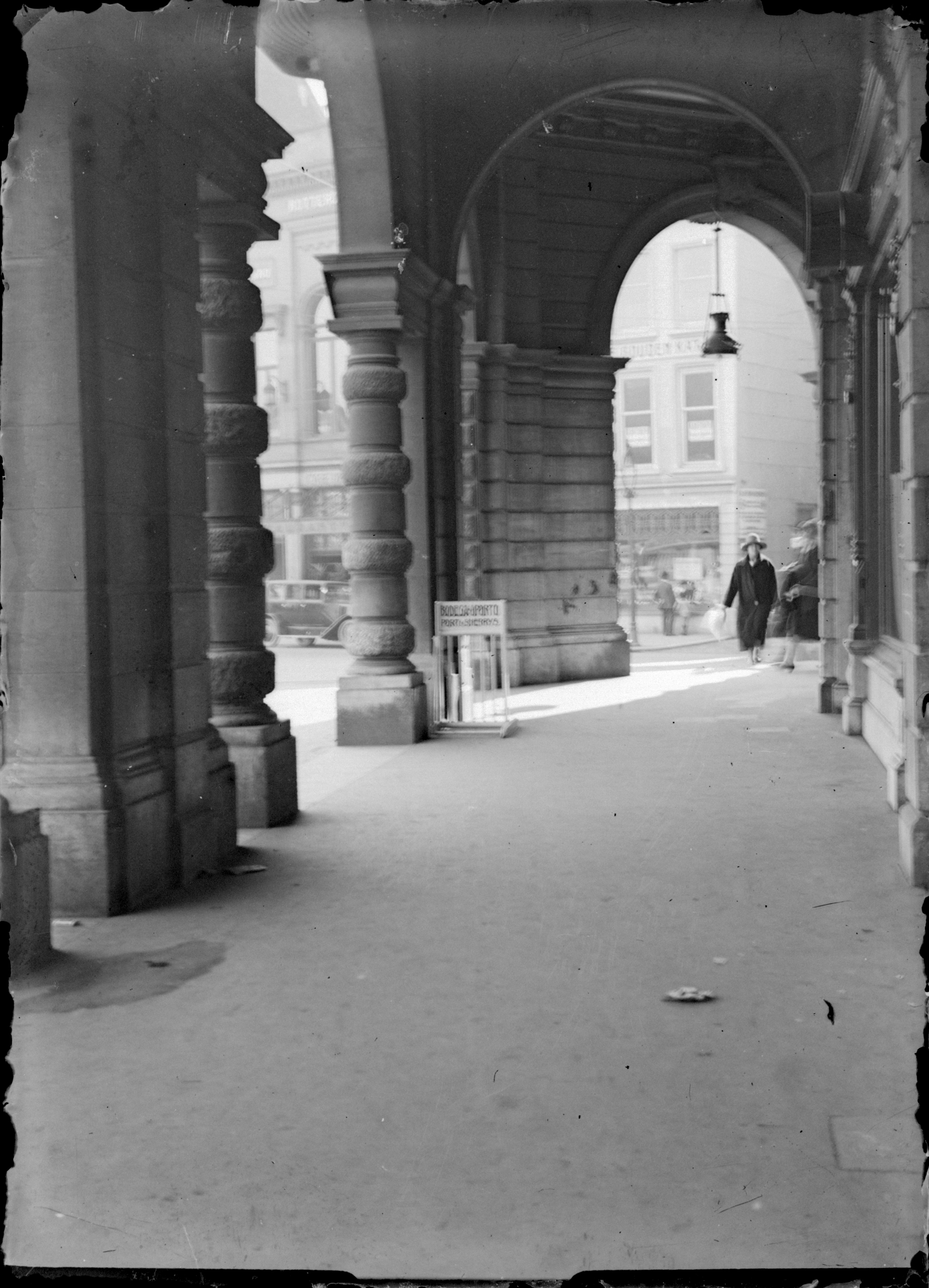
De bogen van Plan C hadden de functie van een kleine, overdekte winkelpromenade waar mensen tevens konden schuilen bij regen. Foto is afkomstig uit de periode 1930 - 1940.
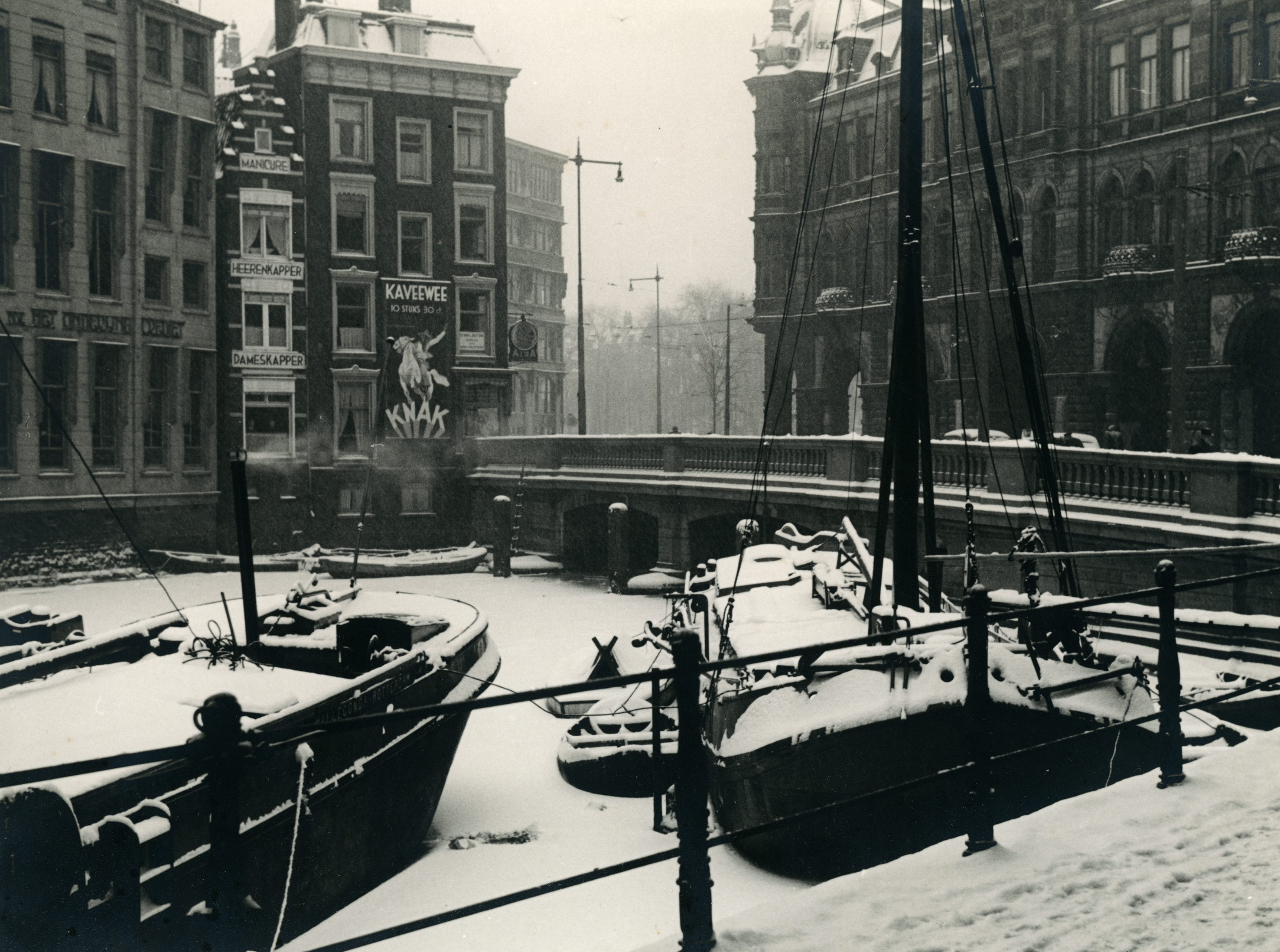
Een besneeuwd Plan C met de Kolkkade en bevroren Kolk in 1940, maanden voor het bombardement.
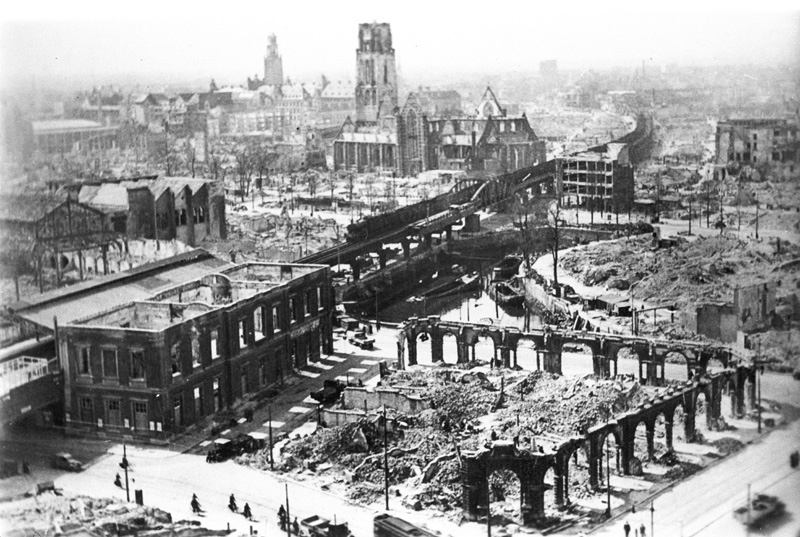
Na het bombardement bleef er nauwelijks wat over van Plan C en omgeving; de restanten werden spoedig gesloopt, hier staan alleen de bogen nog overeind.
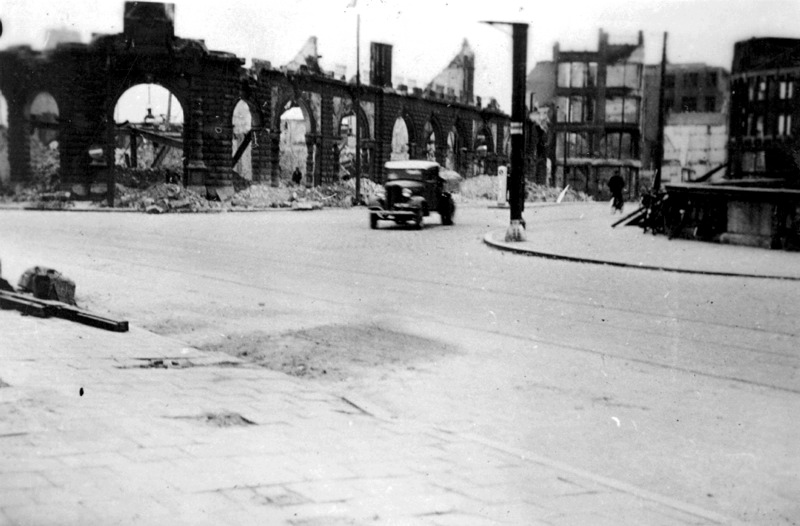
Restanten van de bogen van Plan C aan de Oudehavenkade.
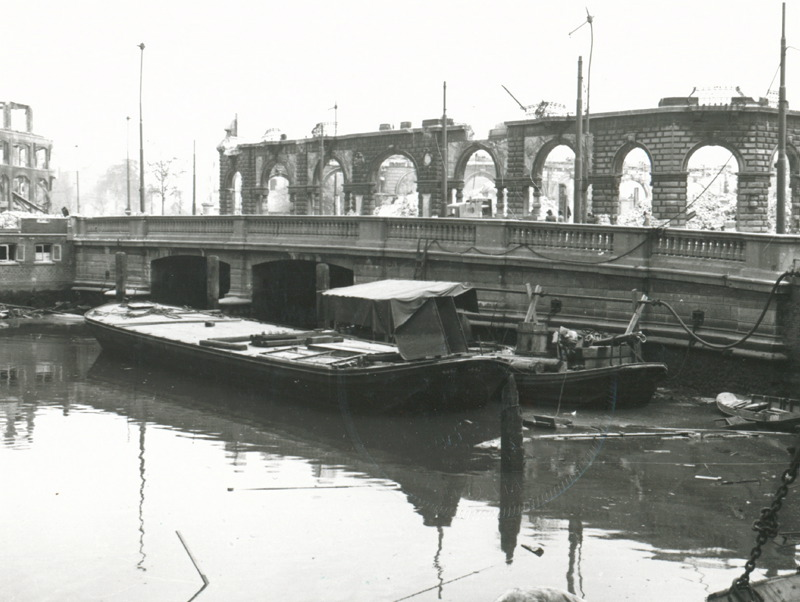
Restanten van Plan C aan de andere zijde, bij de Kolk en Kolkkade.
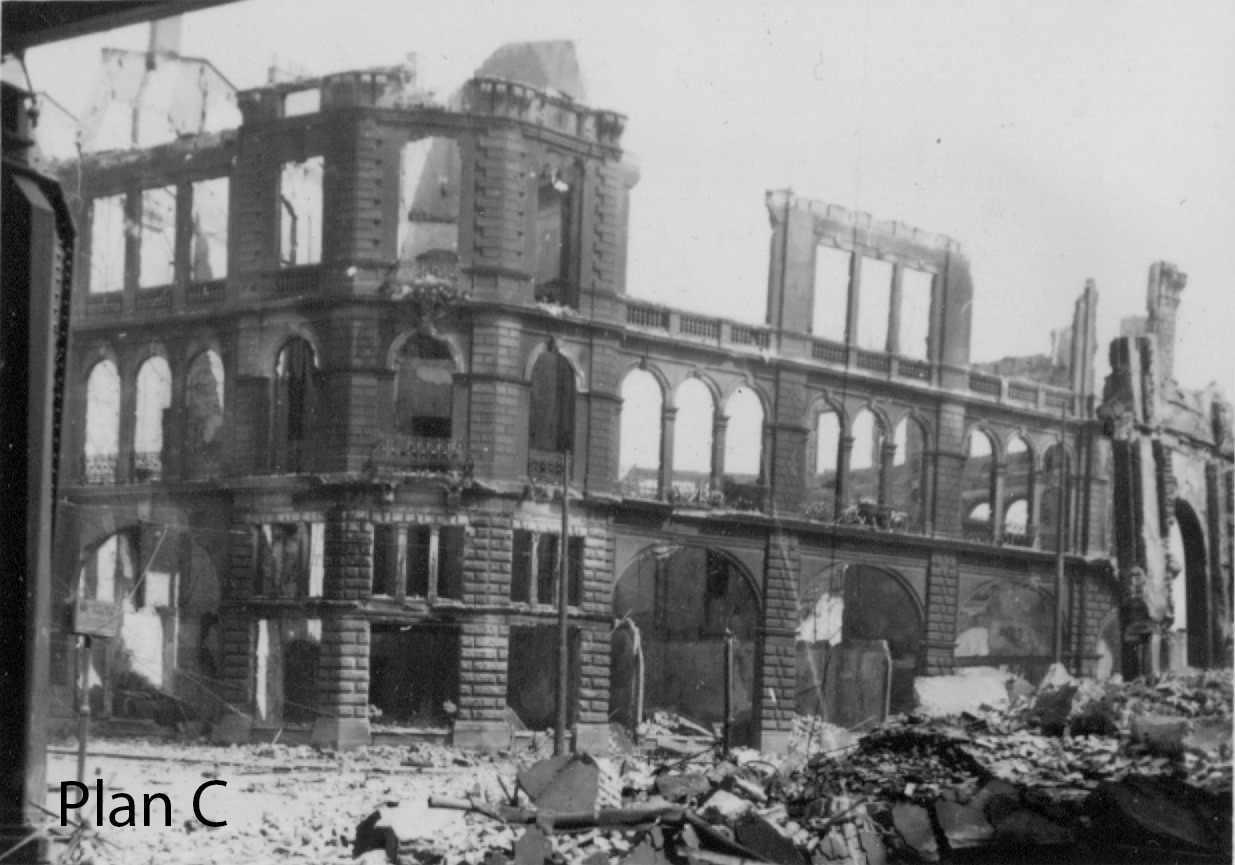
Plan C zoals het was vlak na het bombardement. Uit het zuidwesten gezien, van onder het spoorviaduct.